# بزل المفصل
بزل المفصل (بالإنجليزية: Arthrocentesis)‏ هو عملية سريرية تجرى بواسطة محقنة لجمع السائل الزلالي من محفظة المفصل. يستخدم بزل المفصل لتشخيص النقرس والتهاب المفاصل وعدوى السائل الزلالي مثل التهاب المفاصل الإنتاني.